# Lagarde (Pireneje Wysokie)
Lagarde – miejscowość i gmina we Francji, w regionie Oksytania, w departamencie Pireneje Wysokie.
Według danych na rok 1990 gminę zamieszkiwało 445 osób, a gęstość zaludnienia wynosiła 91 osób/km² (wśród 3020 gmin regionu Midi-Pireneje Lagarde plasuje się na 634. miejscu pod względem liczby ludności, natomiast pod względem powierzchni na miejscu 1495.).